# Szermierka na Letnich Igrzyskach Olimpijskich 1904
Szermierka na III Letnich Igrzyskach Olimpijskich w Saint Louis była rozgrywana od 7 do 8 września 1904 r. Zawody odbyły się w hali Physical Culture Gymnasium.

## Uczestnicy
W zawodach szermierczych wzięło udział 11 szermierzy z 4 krajów:
- Stany Zjednoczone – 8
- Kuba – 2
- Wielka Brytania – 1
- Cesarstwo Niemieckie – 1

Przez wiele lat panowała niejasność co do narodowości dwóch zawodników. Albertson Van Zo Post i Charles Tatham byli uważani bądź za Amerykanów, bądź za Kubańczyków. Obecnie Międzynarodowy Komitet Olimpijski uznaje ich za reprezentantów Stanów Zjednoczonych. Wilfred Holroyd był pierwotnie uważany za Amerykanina.

## Medaliści

### Mężczyźni
| Złoto                                                                | Srebro                                                              | Brąz                         |
| Floret                                                               |                                                                     |                              |
| Ramón Fonst                                                          | Albertson Van Zo Post                                               | Charles Tatham               |
| Floret drużynowo                                                     |                                                                     |                              |
| Drużyna mieszana · Ramón Fonst · Albertson Van Zo Post · Manuel Díaz | Stany Zjednoczone · Charles Tatham · Fitzhugh Townsend · Arthur Fox | Tylko 2 drużyny wystartowały |
| Szpada                                                               |                                                                     |                              |
| Ramón Fonst                                                          | Charles Tatham                                                      | Albertson Van Zo Post        |
| Szabla                                                               |                                                                     |                              |
| Manuel Díaz                                                          | William Grebe                                                       | Albertson Van Zo Post        |
| Walka na kije                                                        |                                                                     |                              |
| Albertson Van Zo Post                                                | William O’Connor                                                    | William Grebe                |

## Klasyfikacja medalowa
| Lp. | Państwo           | złoto | srebro | brąz | Razem |
| --- | ----------------- | ----- | ------ | ---- | ----- |
| 1   | Kuba              | 3     | 0      | 0    | 3     |
| 3   | Stany Zjednoczone | 1     | 5      | 4    | 10    |
| 2   | Drużyna mieszana  | 1     | 0      | 0    | 1     |